# Жагар, Стане
Стане Фердинандович Жагар (словен. Stane Ferdinande Žagar; 19 февраля 1896, Жага, около Толмина — 27 марта 1942, Црногроб, около Шкофьи-Локи) — словенский школьный учитель, участник Народно-освободительной войны Югославии. Народный герой Югославии.

## Биография
Родился 19 февраля 1896 в селе Жага (близ Толмина) в богатой деревенской семье, в которой был четверо детей. Окончив школу, поступил в педагогический колледж в Горице. Состоял в панславистской организации «Препород», которая стремилась к созданию единого славянского государства на Балканах. Организация была запрещена властями Австро-Венгрии после начала Первой мировой войны, а большинство её членов арестованы. Стане же избежал ареста благодаря недостатку доказательств, но отправился на фронт. В армии окончил школу резервных офицеров и принял участие в боях близ Тироля. По окончании войны демобилизовался и устроился на работу в Корушке.
После того, как Корушка вошла в состав Австрии, переехал в Блед, затем в Горье, а с 1923 года работал в селе Добрава близ Кропа до 1940 года, когда поступил на государственную службу. В 1931 году вступил в Коммунистическую партию Югославии, в 1936 году вошёл в состав Ясеницкого райкома, а затем стал его секретарём. Участвовал на съезде словенской компартии в марте 1937 году в Трбовле, был избран там членом ЦК компартии.
Завершил госслужбу перед началом Второй мировой войны, в 1941 году был мобилизован в армию в звании капитана. В течение операции «Ауфмарш 25» дислоцировался в Книне, а после оккупации как член ЦК компартии Словении вступил в Главный штаб НОАЮ в Словении и был зачислен в Селешский партизанский отряд. В марте 1942 года в битве около Црногроба его отряд взял в плен работника железнодорожной станции. Жагар лично провёл допрос пленного и убедился, что тот не имеет отношения к немцам. Но как только он отпустил пленного, тот тут же сообщил немцам о партизанском отряде. 27 марта 1942 года немцы атаковали партизан. При попытке прорыва кольца погибло 19 человек, в их числе был и Стане Жагар.
Посмертно 5 июля 1951 года он был награждён званием Народного героя Югославии лично по указу Иосипа Броза Тито. С 1964 по 1994 годы премия лучшему учителю СР Словении носила его имя.